# Хегури
Хегури (яп. 平群町 Хэгури-тё:) — посёлок в Японии, находящийся в уезде Икома префектуры Нара. Площадь посёлка составляет 23,90 км², население — 18 818 человек (1 августа 2014), плотность населения — 787,36 чел./км².

## Географическое положение
Посёлок расположен на острове Хонсю в префектуре Нара региона Кинки. С ним граничат города Икома, Хигасиосака, Яо и посёлки Икаруга, Санго.

## Население
Население посёлка составляет 18 818 человек (1 августа 2014), а плотность — 787,36 чел./км². Изменение численности населения с 1980 по 2005 годы:
| 1980 | 16 854 чел. |  |
| 1985 | 18 783 чел. |  |
| 1990 | 20 096 чел. |  |
| 1995 | 20 385 чел. |  |
| 2000 | 20 497 чел. |  |
| 2005 | 20 286 чел. |  |

## Символика
Деревом посёлка считается вечнозелёный дуб, цветком — хризантема.